# Idriz Batha
Idriz Batha (født 28. marts 1992 i Gjirokastër, Albanien) er en albansk fodboldspiller, som spiller for FK Partizani i Kategoria Superiore.
Batha blev valgt som højre midtbanespiller på årets hold i Kategoria Superiore 2013-14.